# Bundestagswahlkreis Ahrweiler
Der Wahlkreis Ahrweiler (Wahlkreis 197; bis zur Bundestagswahl 2021 Wahlkreis 198) ist seit 1949 ein Bundestagswahlkreis in Rheinland-Pfalz. Er umfasst den Landkreis Ahrweiler und den westlichen Teil des Landkreises Mayen-Koblenz mit den Städten Andernach und Mayen sowie den Verbandsgemeinden Maifeld, Mendig, Pellenz und Vordereifel. Seit 1949 wurde der Wahlkreis stets von den Direktkandidaten der CDU gewonnen.

## Wahlkreisgeschichte
| Wahl      | Wahlkreisname | Gebiet |
| --------- | ------------- | --- |
| 1949      | 2 Ahrweiler   | Landkreis Ahrweiler, Landkreis Mayen |
| 1953–1969 | 149 Ahrweiler | Landkreis Ahrweiler, Landkreis Mayen |
| 1972–1976 | 149 Ahrweiler | Landkreis Ahrweiler, vom Landkreis Mayen-Koblenz die Städte Andernach und Mayen sowie die Verbandsgemeinden Maifeld, Mendig, Andernach-Land und Mayen-Land |
| 1980–1998 | 147 Ahrweiler | Landkreis Ahrweiler, vom Landkreis Mayen-Koblenz die Städte Andernach und Mayen sowie die Verbandsgemeinden Maifeld, Mendig, Andernach-Land und Mayen-Land |
| 2002      | 201 Ahrweiler | Landkreis Ahrweiler, vom Landkreis Mayen-Koblenz die Städte Andernach und Mayen sowie die Verbandsgemeinden Maifeld, Mendig, Pellenz und Vordereifel       |
| 2005      | 200 Ahrweiler | Landkreis Ahrweiler, vom Landkreis Mayen-Koblenz die Städte Andernach und Mayen sowie die Verbandsgemeinden Maifeld, Mendig, Pellenz und Vordereifel       |
| 2009–2013 | 199 Ahrweiler | Landkreis Ahrweiler, vom Landkreis Mayen-Koblenz die Städte Andernach und Mayen sowie die Verbandsgemeinden Maifeld, Mendig, Pellenz und Vordereifel       |
| 2017–2021 | 198 Ahrweiler | Landkreis Ahrweiler, vom Landkreis Mayen-Koblenz die Städte Andernach und Mayen sowie die Verbandsgemeinden Maifeld, Mendig, Pellenz und Vordereifel       |
| 2025–     | 197 Ahrweiler | Landkreis Ahrweiler, vom Landkreis Mayen-Koblenz die Städte Andernach und Mayen sowie die Verbandsgemeinden Maifeld, Mendig, Pellenz und Vordereifel       |

## Wahlkreisabgeordnete
| Wahl | Abgeordneter | Abgeordneter            | Partei | Stimmen in % |
| ---- | ------------ | ----------------------- | ------ | ------------ |
| 1949 |              | Johann Junglas          | CDU    |              |
| 1953 |              | Otto Lenz               | CDU    |              |
| 1957 |              | Johann Peter Josten     | CDU    |              |
| 1961 |              | Johann Peter Josten     | CDU    |              |
| 1965 |              | Johann Peter Josten     | CDU    |              |
| 1969 |              | Johann Peter Josten     | CDU    |              |
| 1972 |              | Johann Peter Josten     | CDU    |              |
| 1976 |              | Johann Peter Josten     | CDU    |              |
| 1980 |              | Karl Deres              | CDU    |              |
| 1983 |              | Karl Deres              | CDU    |              |
| 1987 |              | Karl Deres              | CDU    |              |
| 1990 |              | Karl Deres              | CDU    |              |
| 1994 |              | Wilhelm Josef Sebastian | CDU    |              |
| 1998 |              | Wilhelm Josef Sebastian | CDU    |              |
| 2002 |              | Wilhelm Josef Sebastian | CDU    |              |
| 2005 |              | Wilhelm Josef Sebastian | CDU    |              |
| 2009 |              | Mechthild Heil          | CDU    | 45,5         |
| 2013 | 55,5         | Mechthild Heil          | CDU    |              |
| 2017 | 42,8         | Mechthild Heil          | CDU    |              |
| 2021 | 34,3         | Mechthild Heil          | CDU    |              |
| 2025 | 39,3         | Mechthild Heil          | CDU    |              |

## Wahlergebnisse

### Bundestagswahl 2025
Bei der vorgezogenen Bundestagswahl am 23. Februar 2025 verteidigte Mechthild Heil (CDU) erneut ihr Direktmandat.
| Kandidaten                                             | Kandidaten                  | Parteien/Listen       | Erststimmen | Erststimmen | Zweitstimmen | Zweitstimmen |
| Kandidaten                                             | Kandidaten                  | Parteien/Listen       | Stimmen     | %           | Stimmen      | %            |
| ------------------------------------------------------ | --------------------------- | --------------------- | ----------- | ----------- | ------------ | ------------ |
|                                                        | Ferdi Akaltin               | SPD                   | 30.537      | 19,3        | 28.429       | 17,9         |
|                                                        | Mechthild Heilgewählt im WK | CDU                   | 62.011      | 39,3        | 55.289       | 34,8         |
|                                                        | Verena Örenbas              | Bündnis 90/Die Grünen | 14.413      | 9,1         | 15.725       | 9,9          |
|                                                        | Ulrich Hermani              | FDP                   | 5.283       | 3,3         | 7.563        | 4,8          |
|                                                        | Martin Kallweitt            | AfD                   | 28.335      | 17,9        | 29.074       | 18,3         |
|                                                        | Lucas Schön                 | Die Linke             | 8.220       | 5,2         | 9.070        | 5,7          |
|                                                        | David Eilert                | Freie Wähler          | 5.584       | 3,5         | 3.170        | 2,0          |
|                                                        | –                           | Tierschutzpartei      | –           | –           | 1.769        | 1,1          |
|                                                        | –                           | Die PARTEI            | –           | –           | 685          | 0,4          |
|                                                        | Isabel Arens                | Volt                  | 2.015       | 1,3         | 1.106        | 0,7          |
|                                                        | Brigitte Doege              | ÖDP                   | 831         | 0,5         | 332          | 0,2          |
|                                                        | –                           | MLPD                  | –           | –           | 33           | 0,0          |
|                                                        | Axel Popp                   | Bündnis Deutschland   | 720         | 0,5         | 306          | 0,2          |
|                                                        | –                           | BSW                   | –           | –           | 6.137        | 3,9          |
| Gesamt                                                 | Gesamt                      | Gesamt                | 157.949     | 100         | 158.688      | 100          |
|                                                        |                             |                       |             |             |              |              |
| Ungültige Stimmen                                      | Ungültige Stimmen           | Ungültige Stimmen     | 1.701       | 1,1         | 962          | 0,6          |
| Wähler                                                 | Wähler                      | Wähler                | 159.650     | 83,5        | 159.650      | 83,5         |
| Wahlberechtigte                                        | Wahlberechtigte             | Wahlberechtigte       | 191.196     |             | 191.196      |              |
|                                                        |                             |                       |             |             |              |              |
| Quellen: Die Bundeswahlleiterin, Kandidaten – Ergebnis |                             |                       |             |             |              |              |

### Bundestagswahl 2021
Die Bundestagswahl 2021 fand am Sonntag, dem 26. September 2021, statt.
| Direktkandidat       | Partei           | Erststimmen in % | Zweitstimmen in % |
| -------------------- | ---------------- | ---------------- | ----------------- |
| Mechthild Heil       | CDU              | 34,3             | 28,5              |
| Christoph Schmitt    | SPD              | 30,2             | 28,8              |
| Rüdiger Nothnick     | AfD              | 7,4              | 7,7               |
| Jannick Simon        | FDP              | 8,3              | 11,9              |
| Martin Schmitt       | GRÜNE            | 10,6             | 12,0              |
| Aziz Aldemir         | DIE LINKE        | 2,4              | 2,6               |
| Stefan Bernhard Mies | FREIE WÄHLER     | 4,7              | 3,3               |
| –                    | Die PARTEI       | –                | 0,8               |
| –                    | PIRATEN          | –                | 0,5               |
| Brigitte Doege       | ÖDP              | 0,5              | 0,2               |
| –                    | NPD              | –                | 0,1               |
| –                    | V-Partei³        | –                | 0,1               |
| –                    | MLPD             | –                | 0,0               |
| Franz-Gerhard Hoyer  | dieBasis         | 1,3              | 1,1               |
| –                    | DiB              | –                | 0,1               |
| –                    | LKR              | –                | 0,0               |
| –                    | Die Humanisten   | –                | 0,1               |
| –                    | Tierschutzpartei | –                | 1,4               |
| –                    | Team Todenhöfer  | –                | 0,4               |
| –                    | Volt             | –                | 0,4               |
| Alina Mandel         | Klimaliste       | 0,3              | –                 |

### Bundestagswahl 2017
Die Bundestagswahl 2017 fand am Sonntag, dem 24. September 2017, statt.
| Direktkandidat(in)    | Partei         | Erststimmen in % | Zweitstimmen in % |
| --------------------- | -------------- | ---------------- | ----------------- |
| Mechthild Heil        | CDU            | 42.8             | 40.6              |
| Andrea Nahles         | SPD            | 27.4             | 22.7              |
| Martin Schmitt        | GRÜNE          | 5.8              | 6.7               |
| Christina Steinhausen | FDP            | 8.7              | 11.6              |
| Marion Morassi        | DIE LINKE      | 4.5              | 5.7               |
| Kathrin Koch          | AfD            | 8.8              | 9.6               |
| Axel Ritter           | PIRATEN        | 0.8              | 0.4               |
| -                     | FREIE WÄHLER   | -                | 0.8               |
| -                     | NPD            | -                | 0.3               |
| -                     | ÖDP            | -                | 0.2               |
| -                     | MLPD           | -                | 0.0               |
| -                     | BGE            | -                | 0.2               |
| -                     | Die PARTEI     | -                | 0.9               |
| -                     | V-Partei³      | -                | 0.3               |
| Siegfried Verdonk     | Einzelbewerber | 1.3              | -                 |

### Bundestagswahl 2013
Die Bundestagswahl 2013 fand am Sonntag, dem 22. September 2013, statt.
Es traten 14 Parteien in Rheinland-Pfalz landesweit gegeneinander an. Dies entschied der Landeswahlausschuss in einer öffentlichen Sitzung am 26. Juli 2013 in Mainz. Damit erhielten alle Parteien eine Zulassung, die fristgerecht bis zum 15. Juli ihre Landeslisten und weitere Unterlagen eingereicht hatten.
Die Reihenfolge der zugelassenen Landeslisten auf dem Stimmzettel richtet sich zunächst nach der Zahl der Zweitstimmen, die die jeweilige Partei bei der letzten Bundestagswahl im Land erreicht hat (Listenplätze 1 – 10):
CDU, SPD, FDP, GRÜNE, Die Linke, PIRATEN, NPD, REP, ÖDP und MLPD. Neu kandidierende Listen schließen sich in alphabetischer Reihenfolge ihres Namens an (Listenplätze 11 – 14): Alternative für Deutschland (AfD), Bürgerbewegung pro Deutschland (pro Deutschland), Freie Wähler und die Partei der Vernunft.
| Direktkandidat   | Partei                         | Erststimmen in % | Zweitstimmen in % |
| ---------------- | ------------------------------ | ---------------- | ----------------- |
| Mechthild Heil   | CDU                            | 55,5             | 48,8              |
| Andrea Nahles    | SPD                            | 28,0             | 24,6              |
| Michael Salzmann | FDP                            | 2,4              | 5,6               |
| Klaus Meurer     | Bündnis 90/Die Grünen          | 5,6              | 6,6               |
| Marion Morassi   | Die Linke                      | 4,5              | 4,7               |
| Gernot Reipen    | Piratenpartei                  | 3,1              | 2,1               |
| —                | NPD                            | —                | 0,8               |
| —                | Die Republikaner               | —                | 0,2               |
| Rainer Hilgert   | ÖDP                            | 1,0              | 0,4               |
| —                | MLPD                           | —                | 0,0               |
| —                | AfD                            | —                | 5,2               |
| —                | Bürgerbewegung pro Deutschland | —                | 0,2               |
| —                | Freie Wähler                   | —                | 0,7               |
| —                | Partei der Vernunft            | —                | 0,2               |

Die Spitzenkandidatin der SPD in Rheinland-Pfalz Andrea Nahles konnte über die Landesliste in den Bundestag einziehen.

### Bundestagswahl 2009
Bei der Bundestagswahl 2009 waren 195.658 Einwohner wahlberechtigt und hatte folgendes Ergebnis:
| Direktkandidat               | Partei  | Erststimmen in % | Zweitstimmen in % | Bundestagswahl 2005 Zweitstimmen in % |
| ---------------------------- | ------- | ---------------- | ----------------- | ------------------------------------- |
| Mechthild Heil               | CDU     | 45,5             | 39,9              | 43,1                                  |
| Andrea Nahles                | SPD     | 24,9             | 21,1              | 31,8                                  |
| Christina Theresa Steinheuer | FDP     | 15,0             | 18,9              | 12,2                                  |
| Frank Bliss                  | GRÜNE   | 7,4              | 8,5               | 6,0                                   |
| Gert Winkelmeier             | LINKE   | 6,1              | 7,4               | 4,5                                   |
| —                            | REP     | —                | 0,3               | 0,4                                   |
| Hans-Robert Klug             | NPD     | 1,1              | 0,9               | 0,8                                   |
| —                            | PBC     | —                | 0,2               | 0,3                                   |
| —                            | FAMILIE | —                | 0,8               | 0,9                                   |
| —                            | MLPD    | —                | 0,0               | 0,1                                   |
| —                            | PIRATEN | —                | 1,6               | —                                     |
| —                            | DVU     | —                | 0,1               | —                                     |
| —                            | ödp     | —                | 0,3               | —                                     |

Andrea Nahles (SPD) und Gert Winkelmeier (LINKE) sind über die jeweiligen Landeslisten in den Bundestag eingezogen.